# Rheumaptera cervinalis
The Scarce Tissue, Rheumaptera cervinalis, là một loài bướm đêm thuộc chi Rheumaptera trong họ Geometridae.

## Hình ảnh

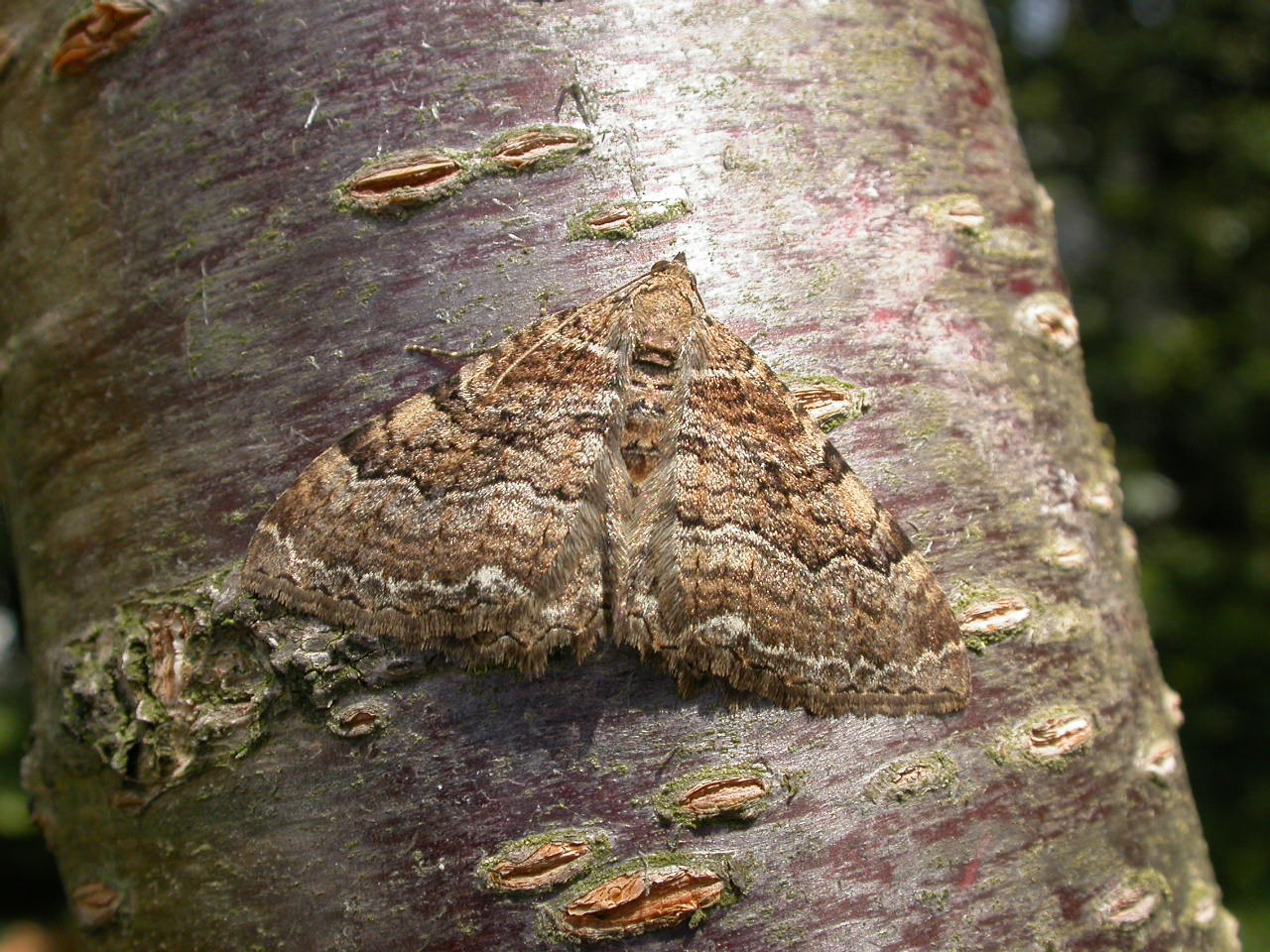